# دا رالشرف (العدين)

تعديل مصدري - تعديل

دا رالشرف محلة تابعة لقرية دي حصة، التابعة لعزلة السارة بمديرية العدين إحدى مديريات محافظة إب في الجمهورية اليمنية، بلغ تعداد سكانها 62 حسب تعداد اليمن لعام 2004.